# Phyllogomphoides stigmatus
Phyllogomphoides stigmatus är en trollsländeart som först beskrevs av Thomas Say 1839.  Phyllogomphoides stigmatus ingår i släktet Phyllogomphoides och familjen flodtrollsländor. IUCN kategoriserar arten globalt som livskraftig. Inga underarter finns listade i Catalogue of Life.